# Lac Beaverhill
Le lac Beaverhill (en anglais : Beaverhill Lake, en Cree amisk-wa-chi-sakhahigan) est un grand lac situé au centre de la province de l'Alberta, à l'ouest du Canada. Il s'agit d'un site d'importance régional pour le réseau de réserves pour les oiseaux de rivage de l'hémisphère occidental. Il est géré par le Service canadien de la faune au sein d'Environnement Canada.
Le lac est situé à 70 km au sud-est d'Edmonton, près de la ville de Tofield, dans le bassin hydrographique de la rivière Saskatchewan Nord.
En 1990, le lac couvrait une superficie de 139 km2 et avait une profondeur maximale de seulement 2,3 m. À l'image de plusieurs « cuvettes des prairies », le lac Beaverhill a beaucoup reculé ces dernières années, il a perdu un quart de sa profondeur entre 1999 et 2009.
Le lac est un habitat important pour les oiseaux et a été désigné National Nature Viewpoint en 1981 par Nature Canada (en) (connue auparavant sous le nom de Canadian Nature Federation). L'Aire naturelle de Beaverhill (en anglais : Beaverhill Natural Area) a été créée en 1987 pour protéger le lac et ses environs. La Beaverhill Lake Heritage Rangeland Natural Area a également été établie sur les rives du lac. Le 27 mai 1987, le lac Beaverhill a été reconnu site Ramsar.
Le groupe lacustre de Beaverhill (en), une unité stratigraphique du bassin sédimentaire de l'Ouest canadien a été nommé d'après ce lac.